# Kevin White
Kevin White (Plainfield, 25 giugno 1993) è un giocatore di football americano statunitense che milita nel ruolo di wide receiver per i San Francisco 49ers della National Football League (NFL).

## Carriera universitaria
Dopo aver giocato a football per la Emmaus High School, White non aveva i voti necessari per poter entrare a far parte di un programma universitario della NCAA e fu così costretto a ripiegare su un junior college. La sua scelta ricadde sul Lackawanna College, dove egli fu inserito tra i redshirt (poteva cioè al massimo allenarsi con la squadra ma non disputare incontri ufficiali) nel 2010 e dovette a saltare anche la stagione 2011 per motivi economici. Divenuto libero da impedimenti, nel 2012 riuscì a disputare la prima stagione agonistica con la maglia dei Falcons, con i quali mise a referto 36 ricezioni per 535 yard e 6 touchdown in 9 partite. Intensificando parallelamente anche il suo lavoro sui libri, White attirò l'interesse di diversi atenei facenti parte del circuito NCAA come la University of Hawaii at Manoa e Bowling Green State University, ma fu soprattutto l'interesse mostrato da Texas Tech, che nel mese di novembre avanzò un'offerta al ricevitore, a dimostrare che White stava lavorando nella giusta direzione. White tuttavia preferì attendere gennaio 2013 ed optare infine per l'offerta della West Virginia University.
Nel primo anno con la maglia dei Mountaineers, White prese parte ad 11 partite, scendendo 9 volte in campo come titolare e totalizzando 35 ricezioni per 507 yard e 5 touchdown. Nel 2014 salì alla ribalta nazionale mettendo a referto nelle prime 3 gare del calendario 32 ricezioni per 460 yard e 2 touchdown contro Alabama, Towson e Maryland. White avrebbe poi chiuso la stagione con 109 ricezioni (miglior risultato stagionale della Big 12 Conference, terzo dell'intera NCAA) per 1.447 yard e 10 touchdown, venendo inserito nel First-team All-American dall'American Football Coaches Association e da Sporting News e nel First-team All-Big 12 stilato dai 10 capo allenatori della conference.

## Carriera professionistica

### Chicago Bears
White era considerato uno dei migliori ricevitori selezionabili al Draft NFL 2015, venendo inserito tra i prospetti che sarebbero dovuti venire selezionati durante il primo giro. Il 30 aprile 2015 fu scelto come settimo assoluto dai Chicago Bears. Una settimana dopo White siglò coi Bears il suo primo contratto da professionista, un quadriennale (con opzione per il quinto anno) da circa 15 milioni di dollari di cui 10 garantiti alla firma.
White perse la sua intera prima stagione a causa di una frattura da stress allo stinco che richiese un intervento chirurgico. Debuttò come professionista partendo come titolare nella prima gara della stagione 2016 contro gli Houston Texans in cui ricevette 3 passaggi per 34 yard dal quarterback Jay Cutler. Dopo avere disputato le prime quattro gare della stagione, tuttavia, il 5 ottobre 2016 fu inserito in lista infortunati a causa della frattura del perone.
White continuò ad essere bersagliato dalla sfortuna quando nella prima gara della stagione 2017 si fratturò una spalla, venendo inserito il lista infortunati per la terza volta in altrettante stagioni.

## Palmarès

### Individuale

#### Università
- First-team All-American: 1

2014
- First-team All-Big 12: 1

2014

## Statistiche

### NCAA ed NJCAA
|          |                            |                        | Ricezioni              | Ricezioni              | Ricezioni              | Ricezioni              | Ricezioni              | Ricezioni              |
| Stagione | Squadra                    | P                      | Ric                    | Yard                   | Media                  | Max                    | TD                     | Y/P                    |
| -------- | -------------------------- | ---------------------- | ---------------------- | ---------------------- | ---------------------- | ---------------------- | ---------------------- | ---------------------- |
| 2010     | Lackawanna Falcons         | Redshirt               | Redshirt               | Redshirt               | Redshirt               | Redshirt               | Redshirt               | Redshirt               |
| 2011     | Lackawanna Falcons         | Stagione non disputata | Stagione non disputata | Stagione non disputata | Stagione non disputata | Stagione non disputata | Stagione non disputata | Stagione non disputata |
| 2012     | Lackawanna Falcons         | 9                      | 36                     | 545                    | 15,1                   | 84                     | 6                      | 60,5                   |
| 2013     | West Virginia Mountaineers | 11                     | 35                     | 507                    | 14,5                   | 43                     | 5                      | 46                     |
| 2014     | West Virginia Mountaineers | 13                     | 109                    | 1.447                  | 13,3                   | 68                     | 10                     | 111,3                  |
| Totale   | Totale                     | 33                     | 180                    | 2.449                  | 13,8                   | 84                     | 21                     | 74,2                   |

Fonte: NCAA.org, NJCAA.org